# Ольшаниця (Нижньосілезьке воєводство)
Ольшаниця (пол. Olszanica) — село в Польщі, у гміні Загродно Злоторийського повіту Нижньосілезького воєводства.
Населення — 960 осіб (2011).
У 1975-1998 роках село належало до Легницького воєводства.

## Демографія
Демографічна структура станом на 31 березня 2011 року:
|          | Загалом | Допрацездатний вік | Працездатний вік | Постпрацездатний вік |
| -------- | ------- | ------------------ | ---------------- | -------------------- |
| Чоловіки | 504     | 105                | 359              | 40                   |
| Жінки    | 456     | 75                 | 268              | 113                  |
| Разом    | 960     | 180                | 627              | 153                  |